# Karabin maszynowy SzKAS
SzKAS (ros. ШКАС) – radziecki lotniczy karabin maszynowy kalibru 7,62 mm. Nazwa jest skrótem od Szpitalnogo-Komarickiego Awiacjonnyj Skorostrielnyj – Szybkostrzelny, Lotniczy (konstrukcji) Szpitalnego i Komarickiego.

## Historia
Po wprowadzeniu pod koniec lat 20. do uzbrojenia radzieckiego lotnictwa lotniczej wersji rkm-u DP, karabinu maszynowego DA, rozpoczęto w ZSRR prace nad nowym karabinem maszynowym projektowanym od początku jako broń lotnicza. Nowy karabin maszynowy miał być lżejszy od DA, a przy tym miał mieć zdecydowanie większą szybkostrzelność.
W latach 30. SzKAS stał się podstawowym uzbrojeniem strzeleckim radzieckich samolotów, wypierając karabiny maszynowe DA. Wprowadzony do uzbrojenia Armii Czerwonej w 1932 roku. Produkowano go w wersjach przeznaczonych do montażu w skrzydłach, wieżyczkach strzeleckich oraz wersji zsynchronizowanej. W 1937 roku powstała zmodernizowana wersja SzKASa, Ultra-SzKAS (USz, ros. УШ) o szybkostrzelności zwiększonej do 3000 strz./min. Jego produkcji seryjnej jednak ostatecznie nie uruchomiono.
W drugiej połowie II wojny światowej SzKAS zaczął być w nowo produkowanych samolotach wypierany przez broń większego kalibru i o wyższej skuteczności rażenia, jak wkm UB.
Broń działała na zasadzie odprowadzania gazów prochowych przez boczny otwór w lufie. Ryglowanie przekoszeniem zamka w płaszczyźnie pionowej. Mechanizm donoszący bębnowy, a uderzeniowy kurkowy. Był na uzbrojeniu ludowego Wojska Polskiego.